# Mistrovství světa ve sportovním lezení 2018
Mistrovství světa ve sportovním lezení 2018 (anglicky: IFSC Climbing World Championship, francouzsky: Championnats du monde d'escalade, italsky: Campionato del mondo di arrampicata, německy: Kletterweltmeisterschaft) probíhalo 6.—16. září jako patnáctý ročník v Innsbrucku, pod hlavičkou Mezinárodní federace sportovního lezení (IFSC), v lezení na obtížnost, rychlost, v boulderingu a poprvé také v kombinaci (podle olympijského formátu). V tomto rakouském městě se konalo již v roce 1993.

## Průběh závodů
Dva rakouští závodníci Jakob Schubert a Jessica Pilzová získali dvě zlaté medaile v lezení na obtížnost a poté ještě zlato a bronz v kombinaci.
Obtížnost
Do finále v lezení na obtížnost postoupilo u mužů i žen pro shodné pořadí o dva závodníky více (deset). První dva muži se k topu ani nepřiblížili a skončili na stejném chytu, ženy topovaly dvě. V obou případech rozhodovalo pořadí ze semifinále, u žen pak navíc ještě čas přelezu.
Kombinace
V tomto roce se poprvé závodilo také v kombinaci disciplín (v roce 2017 proběhla v olympijském formátu také mistrovství světa a Evropy juniorů). Poslední den 6 a 6 nejlepších závodníků závodilo ještě ve všech třech disciplínách najednou, přičemž celkové body odpovídaly násobku jejich umístění.

### Kalendář
- 8. září – finále obtížnost ženy
- 9. září – finále obtížnost muži
- 13. září – finále rychlost
- 14. září – finále bouldering ženy
- 15. září – finále bouldering muži
- 16. září – finále kombinace

### Češi na MS
Česká reprezentace měla poprvé ve finále na mistrovství světa dva muže. Adam Ondra získal stříbro, Jakub Konečný skončil na šestém děleném místě. Jan Kříž skončil ve finále na rychlost osmý, Adam Ondra získal také stříbro v kombinaci.

### Výsledky mužů a žen
| obtížnost                          | obtížnost                          | rychlost                     | rychlost                | bouldering             | bouldering               |
| muži                               | ženy                               | muži                         | ženy                    | muži                   | ženy                     |
| ---------------------------------- | ---------------------------------- | ---------------------------- | ----------------------- | ---------------------- | ------------------------ |
| 1. Jakob Schubert                  | 1. Jessica Pilzová                 | 1. Reza Alipourshenazandifar | 1. Aleksandra Rudzińska | 1. Kai Harada          | 1. Janja Garnbretová     |
| 2. Adam Ondra                      | 2. Janja Garnbretová               | 2. Bassa Mawem               | 2. Anna Brożek          | 2. Čon Džong-won       | 2. Akijo Noguči          |
| 3. Alexander Megos                 | 3. Kim Ča-in                       | 3. Stanislav Kokorin         | 3. Marija Krasavinová   | 3. Gregor Vezonik      | 3. Staša Gejo            |
|                                    |                                    |                              |                         |                        |                          |
| 4. Meiči Narasaki                  | 4. Mei Kotake                      | 4. Čung Čchi-sin             | 4. Aleksandra Kalucka   | 4. Keita Watabe        | 4. Jessica Pilzová       |
| 5. Domen Škofic                    | 5. Ašima Širaiši                   | 5. Vladislav Deulin          | 5. Patrycja Chudziak    | 5. Kokoro Fudžii       | 5. Miho Nonaka           |
| 6. Jakub Konečný 6. Tomoaki Takata | 6. Anak Verhoeven                  | 6. Kostiantyn Pavlenko       | 6. Alla Marenych        | 6. Nathan Phillips     | 6. Petra Klinglerová     |
| 6. Jakub Konečný 6. Tomoaki Takata | 7. Mia Krampl                      | 7. Alexandr Šikov            | 7. YiLing Song          | —                      | —                        |
| 8. Sascha Lehmann                  | 8. Akijo Noguči 8. Hannah Schubert | 8. Jan Kříž                  | 8. Anna Cyganovová      | —                      | —                        |
| 9. Marcello Bombardi               | 8. Akijo Noguči 8. Hannah Schubert | —                            | —                       | —                      | —                        |
| 10. Kai Harada                     | 10. Laura Rogora                   | —                            | —                       | —                      | —                        |
|                                    |                                    |                              |                         |                        |                          |
| 37.–38. Martin Stráník             | 48. Iva Vejmolová                  | 81. Adam Ondra               | 44. Hana Křížová        | 17. Adam Ondra         | 80.–82. Karina Bílková   |
| 71.–72. Vojtěch Trojan             | 55.–56. Eliška Novotná             | 91.–92. Petr Burian          | 73. Denisa Mercová      | 29.–30. Martin Stráník | 80.–82. Eliška Novotná   |
| 93.–97. Tomáš Binter               | 57. Eliška Adamovská               | 110.–125. Matěj Burian       | —                       | 75.–79. Jakub Jedlička | 88.–90. Daniela Kotrbová |
| 107.–108. Šimon Potůček            | 61.–62. Sabina Večeřová            | —                            | —                       | 83.–86. Štěpán Stráník | —                        |
| —                                  | 65.–66. Lenka Slezáková            | —                            | —                       | 89.–91. Vojtěch Trojan | —                        |
| 10 finalistů                       | 10 finalistek                      | 8/4 finalistů                | 8/4 finalistek          | 6 finalistů            | 6 finalistek             |
| 26 semifinalistů                   | 26 semifinalistek                  | 16 semifinalistů             | 16 semifinalistek       | 20 semifinalistů       | 20 semifinalistek        |
| 124 mužů                           | 101 žen                            | 125 mužů                     | 94 žen                  | 150 mužů               | 112 žen                  |

#### Kombinace muži
|                   | finále | finále    | finále   | finále     | kvalifikace | kvalifikace | kvalifikace | kvalifikace |
| Jméno             | body   | obtížnost | rychlost | bouldering | body        | obtížnost   | rychlost    | bouldering  |
| ----------------- | ------ | --------- | -------- | ---------- | ----------- | ----------- | ----------- | ----------- |
| 1. Jakob Schubert | 4      | 2.        | 2.       | 1.         | (3.) 581    | 1.          | 83.         | 7.          |
| 2. Adam Ondra     | 10     | 1.        | 5.       | 2.         | (5.) 1296   | 2.          | 54.         | 12.         |
| 3. Jan Hojer      | 24     | 6.        | 1.       | 4.         | (6.) 1560   | 20.         | 13.         | 6.          |
| 4. Kai Harada     | 60     | 3.        | 4.       | 5.         | (1.) 207    | 9.          | 23.         | 1.          |
| 5. Tomoa Narasaki | 72     | 4.        | 6.       | 3.         | (2.) 264    | 11.         | 6.          | 4.          |
| 6. Kokoro Fudžii  | 90     | 5.        | 3.       | 6.         | (4.) 912    | 19.         | 16.         | 3.          |
|                   |        |           |          |            |             |             |             |             |
| 7. Mickael Mawem  | —      | —         | —        | —          | 2080        | 32.         | 8.          | 8.          |
| 8. Meiči Narasaki | —      | —         | —        | —          | 2091        | 4.          | 20.         | 25.         |
| 9. Sascha Lehmann | —      | —         | —        | —          | 3255        | 7.          | 30.         | 15.         |
| 10. Čon Džong-won | —      | —         | —        | —          | 3901        | 23.         | 79.         | 2.          |
| celkem            | 6      | 6         | 6        | 6          | 87          | 87          | 87          | 87          |

#### Kombinace ženy
|                          | finále | finále    | finále   | finále     | kvalifikace | kvalifikace | kvalifikace | kvalifikace |
| Jméno                    | body   | obtížnost | rychlost | bouldering | body        | obtížnost   | rychlost    | bouldering  |
| ------------------------ | ------ | --------- | -------- | ---------- | ----------- | ----------- | ----------- | ----------- |
| 1. Janja Garnbretová     | 5      | 1.        | 5.       | 1.         | (1.) 52     | 2.          | 26.         | 1.          |
| 2. Sol Sa                | 12     | 6.        | 1.       | 2.         | (6.) 1092   | 11.         | 13.         | 7.          |
| 3. Jessica Pilzová       | 24     | 2.        | 2.       | 6.         | (2.) 140    | 1.          | 35.         | 4.          |
| 4. Akijo Noguči          | 54     | 3.        | 6.       | 3.         | (3.) 336    | 7.          | 24.         | 2.          |
| 5. Miho Nonaka           | 64     | 4.        | 4.       | 4.         | (4.) 500    | 10.         | 10.         | 5.          |
| 6. Petra Klinglerová     | 75     | 5.        | 3.       | 5.         | (5.) 672    | 8.          | 14.         | 6.          |
|                          |        |           |          |            |             |             |             |             |
| 7. Staša Gejo            | —      | —         | —        | —          | 1200        | 25.         | 16.         | 3.          |
| 8. Mei Kotake            | —      | —         | —        | —          | 2520        | 4.          | 36.         | 17.         |
| 9. Kim Ča-in             | —      | —         | —        | —          | 2734        | 3.          | 32.         | 28.         |
| 10. Aleksandra Rudzińska | —      | —         | —        | —          | 3648        | 64.         | 1.          | 54.         |
| celkem                   | 6      | 6         | 6        | 6          | 67          | 67          | 67          | 67          |

### Čeští mistři a medailisté
| Disciplína | Lezec/lezkyně | Zlato | Stříbro          | Bronz |
| ---------- | ------------- | ----- | ---------------- | ----- |
| Obtížnost  | Adam Ondra    |       | Stříbrná medaile |       |
| Kombinace  | Adam Ondra    |       | Stříbrná medaile |       |

## Galerie

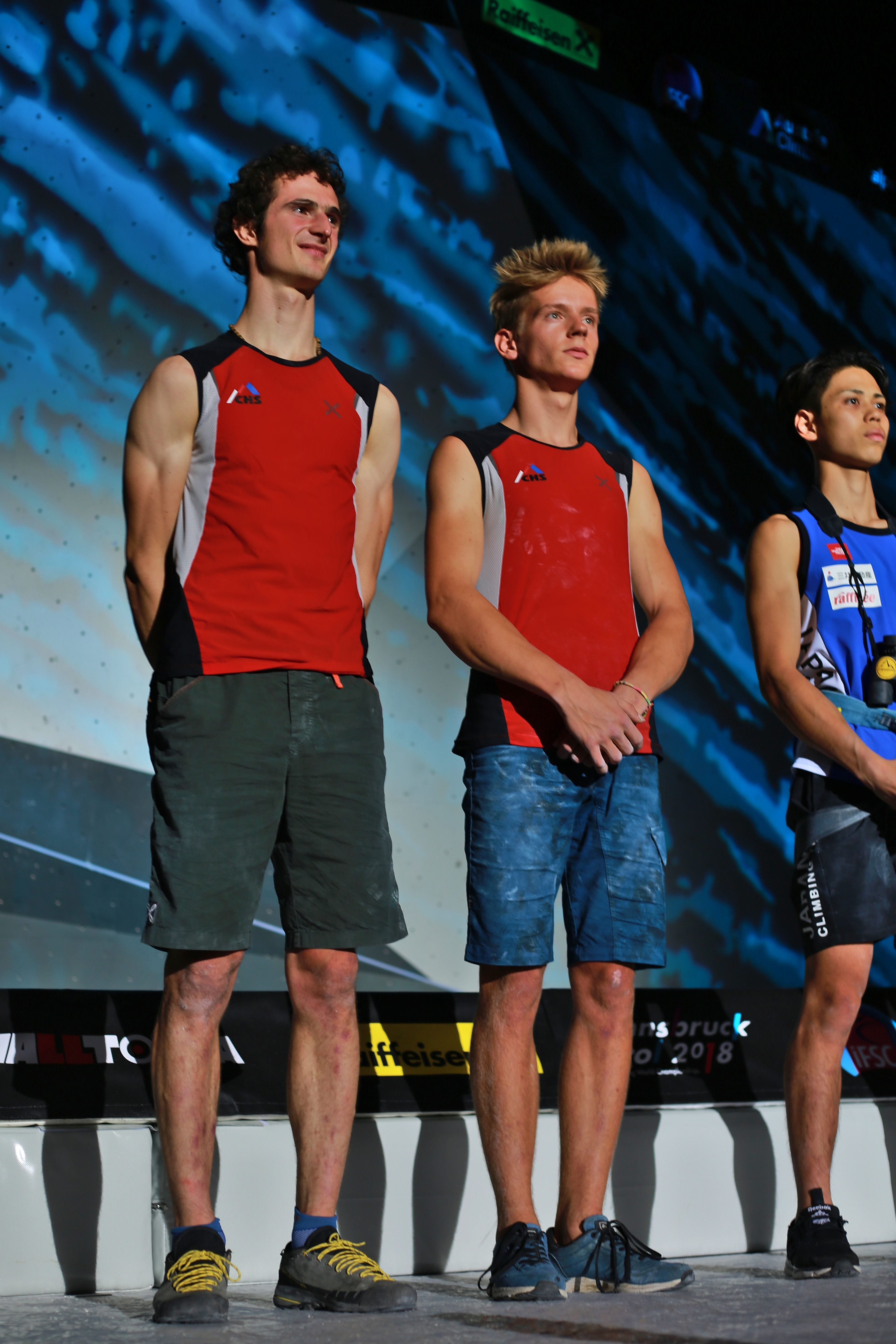
představení finalistů na MS 2018 v Innsbrucku: Adam Ondra a Jakub Konečný
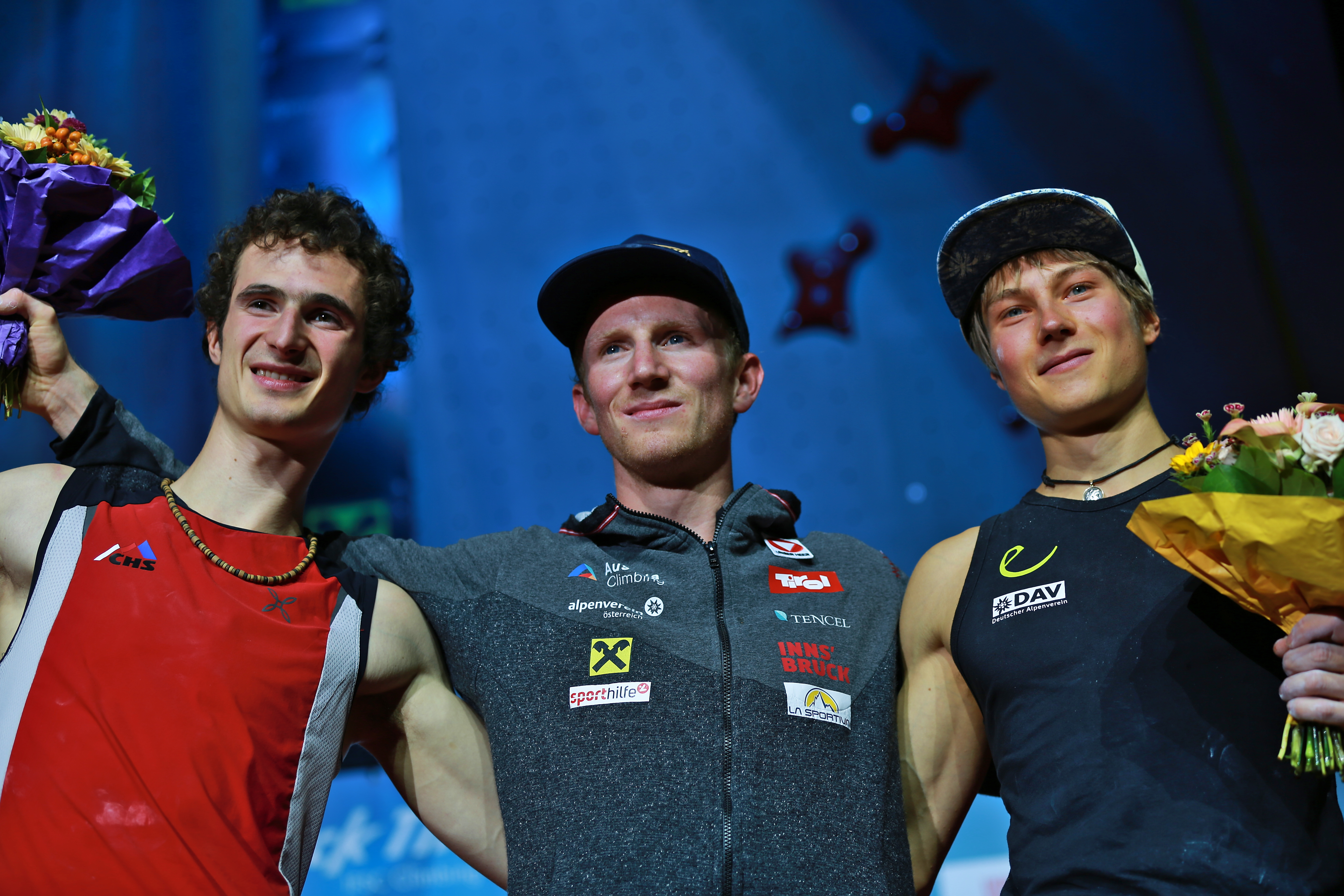
medailisté v lezení na obtížnost: 2. Adam Ondra, 1. Jakob Schubert a 3. Alexander Megos
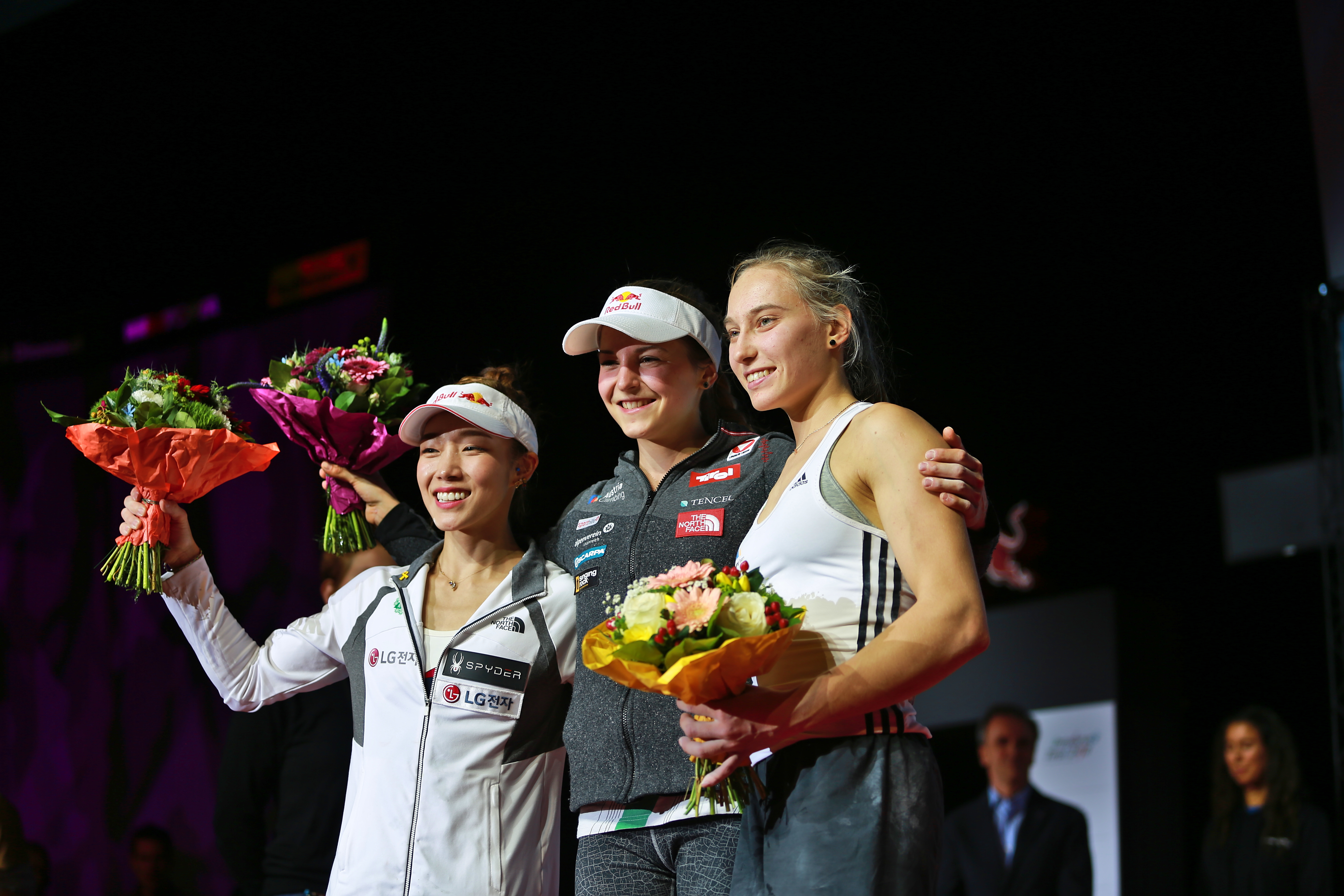
medailistky v lezení na obtížnost: 2. Janja Garnbretová, 1. Jessica Pilzová a 3. Kim Ča-in